# Engels slijkgras
Engels slijkgras (Spartina anglica) is een overblijvende plant die behoort tot de grassenfamilie (Gramineae of Poaceae). De plant komt van nature voor in Noordwest-Europa en is ingevoerd in Australië, Noord-Amerika en Oost-Azië.
Engels slijkgras is een nog jonge soort en omstreeks 1890 ontstaan uit de natuurlijke kruising tussen Amerikaanse slijkgras (Spartina alterniflora) met 2n = 62 chromosomen en het in Zuid-Engeland inheemse Klein slijkgras (Spartina maritima) met 2n = 60 chromosomen. De omstreeks 1870 gevormde steriele hybride met 2n = 61 chromosomen werd Spartina townsendii genoemd. Rond 1890 ontstond door verdubbeling van het aantal chromosomen het fertiele, autopolyploïde Engels slijkgras met 2n = 122 chromosomen, dat zich echter hoofdzakelijk vegetatief vermeerderde. Het zaad van het Amerikaanse slijkgras was destijds meegelift met het ballastwater van schepen en de soort kwam sinds 1816 voor langs de kust van Engeland.
In 1924 werden stukken wortelstokken voor het eerst in Nederland ingevoerd en in 1926 op de Zeeuwse slikken aangeplant, in 1927 in Duitsland en in 1931 in Denemarken. Van hieruit heeft Engels slijkgras zich in het waddengebied verder verspreid.
De plant wordt 20-130 cm hoog en heeft lange, kruipende, vlezige wortelstokken. De stijve, grijsgroene bladeren zijn 8-50 cm lang en 4-15 mm breed en eindigen in een harde, fijne punt. Het tongetje (ligula) bestaat uit 1,8-3 mm lange haren.
Engels slijkgras bloeit van juli tot de herfst. De 10-25 cm lange, geelgroene bloeiwijze bestaat uit vier tot acht, schuin opstaande aarvormige deelbloeiwijzen. De aartjes zijn 17-21 mm lang. Het bovenste kelkkafje is tot 20 mm lang. De kroonkafjes zijn ongeveer 15 mm lang. De helmknoppen zijn 5-13 mm lang.
De vrucht is een graanvrucht.

## Ecologie
De plant komt voor op zilte grond zoals op slikken en kwelders.
Op slikken is het een pioniersoort die ervoor zorgt dat zand en ander materiaal (schelpjes, colloïdale deeltjes) bezinken. Hierdoor verhoogt het stuk grond dat begroeid is en hoogt de slik geleidelijk op tot een schor, waar dan weer andere planten, die minder tolerant zijn voor brak water, kunnen groeien. De soort is dus een belangrijke component in de ecologische dynamiek van slikken en schorren. De gevormde schorren zullen later weer eroderen en tot slikken evolueren waar dan weer Engels Slijkgras komt te groeien en de cyclus van voor af aan begint.
De soort is dus zeer belangrijk en dient met rust gelaten te worden. Dit omdat er zich condities in voordoen (we spreken van een micro-ecosysteem binnen de begroeiing) die specifieke soorten een betere overlevingskans geven. Schorren zijn op hun beurt dan ook weer belangrijk omwille van vogels die er broeden (veel gebieden met slikken en schorren vallen onder de EU vogel en habitat richtlijn en zouden dus beschermd moeten zijn, zoals het Verdronken Land van Saeftinghe).
Meestal zijn langs riviermondingen de mooie overgangen duidelijk waarneembaar, eerst ziet men kale zandbodem met hier en daar een pluk Engels slijkgras. Dit gaat over in een gebied waar er gedeeltelijke verhoging is en waar andere planten zich beginnen te ontwikkelen. Uiteindelijk sluiten deze delen aan elkaar tot een schor, met typische geultjes en geulen. Wat verder treft men dan meestal een voor erosie gevoelig gebied aan. Dit is het einde van de schor waar er kliferosie optreedt: de schor komt er samen met slik voor en is duidelijk afgebakend door een klif.

## In andere talen
- Duits: Salz-Schlickgras
- Engels: Common Cordgrass
- Frans: Spartine d'Angleterre